# Art Davis
Art Davis (Harrisburg, 5 dicembre 1934 – 29 luglio 2007) è stato un contrabbassista statunitense.
Nel corso della sua carriera ha collaborato, tra gli altri, con Thelonious Monk, John Coltrane, Dizzy Gillespie, McCoy Tyner e Max Roach.

## Discografia parziale
- 1980 - Reemergence
- 1985 - Life
- 1995 - A Time Remembered
- 2008 - Kansas City Outbound, con Roberto Magris e Jimmy „Junebug“ Jackson (JMood)